# ヨードトリメチルシラン
ヨードトリメチルシラン(Trimethylsilyl iodide)は、化学式(CH3)3SiIの有機ケイ素化合物である。室温では無色の揮発性液体である。消防法に定める第4類危険物 第1石油類に該当する。

## 生成
ヨードトリメチルシランは、ヘキサメチルジシランのヨウ素による酸化開裂や、アセトニトリル中でのクロロトリメチルシランとヨウ化ナトリウムとのハロゲン交換反応、またはヘキサメチルジシロキサンのヨウ化アルミニウムによる開裂によって生成する。
{\displaystyle {\ce {TMS-TMS\ + I2 -> 2TMSI}}}　{\displaystyle {\ce {[TMS = Si(CH3)3]}}}
{\displaystyle {\ce {TMSCl\ + NaI -> TMSI\ + NaCl}}}
{\displaystyle {\ce {TMS-O-TMS\ + AlI3 -> 2TMSI\ + AlIO}}}

## 応用
ヨードトリメチルシランはアルコールにトリメチルシリル基を導入するのに用いられる。
{\displaystyle {\ce {R-OH\ + TMSI -> R-OTMS\ + HI}}}
この反応は、ガスクロマトグラフィー分析に用いられ、得られたシリルエーテルは修飾のない物質よりも揮発性が大きくなる。
ただしトリメチルシリル化合物の生成には、安価なことからクロロトリメチルシランの方が好んで用いられる。